# Office for Standards in Education
Office for Standards in Education (Ofsted) é o departamento não ministerial do governo do Reino Unido que define os padrões de qualidade do ensino na Inglaterra. Foi estabelecido em 1993 sob efeito do ato 1992. É responsável pela inspeção dos padrões das escolas privadas (independentes e estaduais) e públicas, das instituições responsáveis por serviços pré-escolares, como creches e berçários, além dos profissionais autônomos que cuidam de crianças dentro da Inglaterra. O Ofsted é também responsável por fornecer consultoria independente ao Governo e ao Parlamento do Reino Unido em matérias de política e por publicar um relatório anual dirigido ao parlamento acerca da qualidade da provisão educacional na Inglaterra. O nome oficial do departamento é Departamento do Inspetor-chefe de Sua Majestade (Office of Her Majesty's Chief Inspector), refletindo o fato de que os poderes do Ofsted estão investidos em seu inspector-chefe, que é indicado pelo Conselho da Rainha.

## Inspetores
Há basicamente três tipos de inspetores de Ofsted:
- Os mais elevados, são os Inspetores de Sua Majestade, que são indicados pelo Conselho da Rainha, e empregado diretamente pelo Ofsted.
- Demais inspetores, empregados pelos contratantes regionais do setor privado, que compõem a maioria dos inspectores.
- Além destes, o Ofsted contrata diretamente os inspetores do setor de cuidados da criança, os quais inspecionam e regulam ajustes da educação infantil e cuidados da criança.

A atual inspetora-chefe de Sua Majestade é Christine Gilbert, que passou a exercer o cargo em 1 de Outubro de 2006.